# Indonesian Aerospace

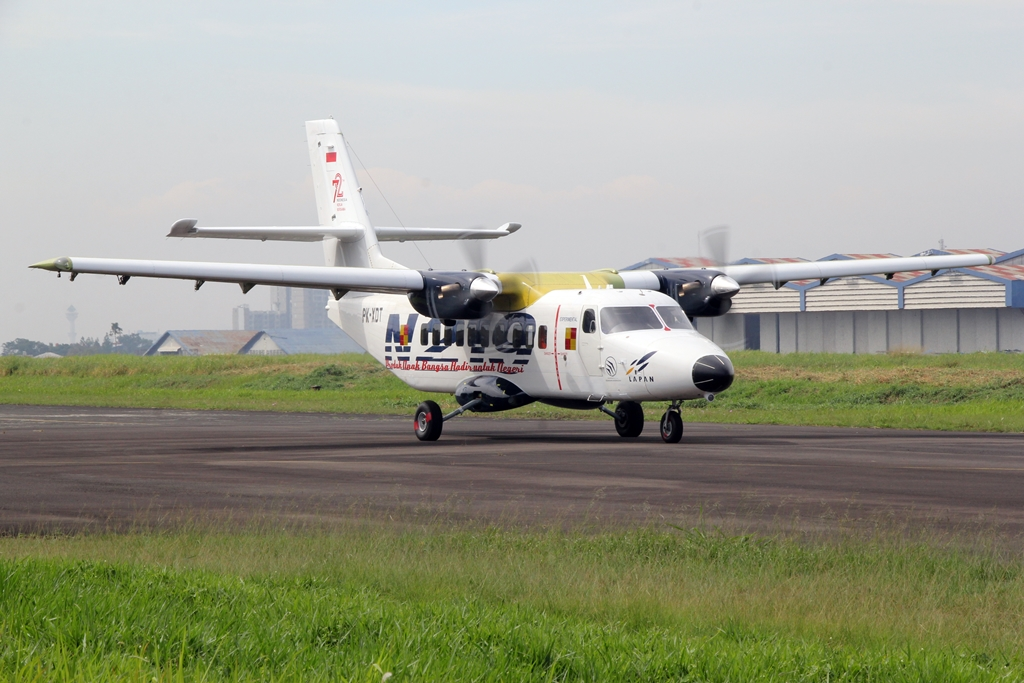
N219 beim Erstflug 2017

Indonesian Aerospace (IAe) (indonesisch PT. Dirgantara Indonesia) ist ein indonesischer Flugzeughersteller, der zivile und militärische Flugzeuge produziert. Das Unternehmen wurde 1976 unter dem Namen Industri Pesawat Terbang Nurtanio mit Bacharuddin Jusuf Habibie als Direktor gegründet und 1985 in Industri Pesawat Terbang Nusantara (IPTN) (englisch Nusantara Aircraft Industry) umbenannt. Den heutigen Namen trägt das Staatsunternehmen seit August 2000.
Im Jahr 1974 wurde ein Lizenzvertrag mit der spanischen CASA über die Fertigung der CASA C-212 unterzeichnet. Das zweimotorige Turboprop-Flugzeug ist in erster Linie als militärisches Transportflugzeug mit STOL-Eigenschaften ausgelegt und  daher auch für kurze Start- und Landebahnen geeignet. Im zivilen Einsatz können bis zu 26 Passagiere befördert werden. Bis 2017 wurden knapp 500 Maschinen produziert, davon über 100 in Indonesien – dort in der Mehrzahl für zivile Betreiber. Inzwischen findet die Fertigung nur noch in Indonesien statt.
Ebenfalls 1974 wurde mit der deutschen Messerschmitt-Bölkow-Blohm (MBB) die Lizenzfertigung des Hubschraubertyps Bölkow Bo 105 vereinbart. Die Tätigkeit Habibies im oberen Management von MBB sowie seine perfekten Deutschkenntnisse waren hierbei förderlich. Bis zum Produktionsende 2008 wurden 122 Maschinen hergestellt.
Der erfolgreiche Einstieg in die Hubschrauberproduktion führte im Laufe der Zeit auch zum Lizenzbau der teilweise recht großen Hubschraubertypen Aérospatiale SA 330 Puma, Aérospatiale AS 332 Super Puma, Eurocopter EC 725 Cougar, Bell 412, MBB/Kawasaki BK 117 und Eurocopter AS 350 Écureuil.
Gemeinsam mit CASA wurde das zweimotoriges Turboprop-Flugzeug CASA CN-235 entwickelt. Die Maschine flog erstmals 1983 und wurde bis 2017 in über 280 meist militärischen Exemplaren gebaut.
Ein gescheitertes Projekt war die 1995 erstmals geflogene IPTN N-250, die in zwei Varianten 50 bzw.68 Passagiere befördern konnte. Die N-250 war ein zweimotoriges Regionalverkehrsflugzeug in Schulterdecker-Konfiguration, das ebenfalls mit Turboprop-Motoren ausgerüstet war. Je ein Prototyp wurde geflogen, die Entwicklung jedoch im Jahr 1997 vorübergehend eingestellt, um neues Kapital zu suchen. Im Sommer 2020 wurde jedoch der einzige verbliebene Prototyp in das Mandala Luftfahrtmuseum in Yogyakarta überstellt.
Indonesia Aerospace produziert unter anderem die N219, ein 19-Sitzer-Flugzeug, das am 16. August 2017 seinen Erstflug hatte.
Über die Flugzeugherstellung hinaus produziert Indonesian Aerospace Teile für zahlreiche Flugzeugtypen von Airbus und Boeing.